# TT309
La tombe thébaine TT 309 est située à Cheikh Abd el-Gournah, dans la nécropole thébaine, située sur la rive ouest du Nil en face de Louxor.
La tombe est le lieu d'un inconnu datant de la période ramesside. 